# ISO 3166-2:AN
ISO 3166-2:AN was een ISO-standaard met betrekking tot de zogenaamde geocodes. Het is een subset van de ISO 3166-2 tabel, die specifiek betrekking had op de Nederlandse Antillen. 
De code werd in 2011 door het ISO 3166 Maintenance Agency geschrapt door middel van een nieuwsbrief en het gebied kreeg bijgevolg als code: ISO 3166-3:ANHH (voormalige inschrijvingen). 
Het gebied werd ingeschreven op 15 december 2010 door middel van een nieuwsbrief onder: Bonaire, Sint Eustatius en Saba (ISO 3166-2:BQ), Curaçao (ISO 3166-2:CW) en Sint Maarten (ISO 3166-2:SX).